# Californication (serial telewizyjny)
Californication – amerykański serial komediowy według pomysłu Toma Kapinosa, emitowany w latach 2007–2014 w stacji Showtime.

## Nazwa serialu
W polskiej wersji językowej zachowano tytuł oryginalny. Californication nie ma polskiego odpowiednika, a w dosłownym tłumaczeniu przekłada się na neologizm „kalifornizacja”, analogiczny do tradycyjnych pojęć polonizacji, germanizacji, rusyfikacji (w języku angielskim odpowiednio: polonisation, germanisation, russification) itp. W tym lub podobnym znaczeniu pojęcie Californication objaśnia się w najnowszych słownikach języka angielskiego. Tom Kapinos tłumaczy, że tytuł został zainspirowany naklejkami umieszczanymi w latach 70. na zderzakach samochodów w Oregonie z napisem „Don't Californicate Oregon”.

## Fabuła
Hank Moody jest znanym pisarzem, m.in. autorem bestsellerowej powieści God Hates Us All  (tytuł, podobnie jak tytuły dwóch innych jego utworów South Of Heaven i Seasons In The Abyss' zaczerpnięte zostały z dyskografii Slayera, który przeniósł się do Los Angeles. Jego partnerka Karen, z którą ma dwunastoletnią córkę Rebeccę, odeszła do innego mężczyzny. Hank zaczął pić i uprawiać przygodny seks. Serial ukazuje skomplikowane relacje pomiędzy Hankiem, Karen, ich córką Rebeccą, nowym narzeczonym Karen – Billem oraz jego szesnastoletnią córką Mią, a także agentem Hanka – Charliem, jego żoną Marcy i asystentką Dani. Nowe „znajomości” Hanka sprawiają, że serial obfituje w sceny erotyczne – często dość bezpośrednie. W kolejnych seriach Hank próbuje odbudować swoje relacje z Karen, a także nauczyć się rozumieć swoją dojrzewającą córkę.

## Obsada
- David Duchovny – Hank Moody
- Natascha McElhone – Karen van der Beek, architekt, mieszkająca i pracująca w Nowym Jorku. Była dziewczyna Hanka Moody’ego (ma z nim nastoletnią córkę, Rebeccę)
- Madeleine Martin – Rebecca „Becca” Moody (ur. w styczniu 1995[3]), córka Hanka i Kareen, satanistka, gitarzystka młodzieżowego zespołu rockowego.
- Madeline Zima – Mia Lewis
- Damian Young – Bill Lewis
- Evan Handler – Charlie Runkle
- Pamela Adlon – Marcy Runkle
- Camille Langfield – Sandy
- Amy Price-Francis – Meredith
- Chris Williams – Todd Carr
- Kathy Christopherson – Nikki Mandel
- Robert Merrill – Jonathan Mandel
- Rachel Miner – Dani, sekretarka Charliego

W serialu pojawiają się gwiazdy rockowej sceny muzycznej – m.in.: Marilyn Manson, Robert „RZA” Diggs (Wu-Tang Clan), Rick Springfield, Zakk Wylde, Tommy Lee (Mötley Crüe), Tim Minchin – lub ich dzieci (Zoë Kravitz – córka Lenny’ego Kravitza). Zobaczyć w nim można także takich aktorów jak: Kathleen Turner, Rob Lowe, Justine Bateman, Embeth Davidtz, Eva Amurri, Jorge Garcia, Maggie Grace.

## Lista odcinków
| Sezon | Sezon | Odcinki | Oryginalna emisja | Oryginalna emisja    | Oryginalna emisja | Oryginalna emisja | Oryginalna emisja |
| Sezon | Sezon | Odcinki | Premiera sezonu   | Finał sezonu         | Premiera sezonu   | Finał sezonu      |                   |
| ----- | ----- | ------- | ----------------- | -------------------- | ----------------- | ----------------- | ----------------- |
|       | 1     | 12      | 13 sierpnia 2007  | 29 października 2007 | 6 listopada 2007  | 29 stycznia 2008  |                   |
|       | 2     | 12      | 28 września 2008  | 14 grudnia 2008      | 6 stycznia 2009   | 24 marca 2009     |                   |
|       | 3     | 12      | 27 sierpnia 2009  | 13 grudnia 2009      | 1 stycznia 2010   | 19 marca 2010     |                   |
|       | 4     | 12      | 9 stycznia 2011   | 27 marca 2011        | 22 kwietnia 2011  | 27 maja 2011      |                   |
|       | 5     | 12      | 8 stycznia 2012   | 1 kwietnia 2012      | 12 marca 2012     | 28 maja 2012      |                   |
|       | 6     | 12      | 13 stycznia 2013  | 7 kwietnia 2013      | 1 kwietnia 2013   | 17 czerwca 2013   |                   |
|       | 7     | 12      | 13 kwietnia 2014  | 29 czerwca 2014      | 30 czerwca 2014   | 20 września 2014  |                   |

## Emisja
Premierowy odcinek nadano 13 sierpnia 2007, a ostatni odcinek pierwszej serii wyemitowano 29 października 2007. Premiera drugiej serii miała miejsce 28 września 2008, trzeciej – 27 września 2009. Premiera czwartej serii nastąpiła 9 stycznia 2011 o godz 21:00 ET/PT. 2 tygodnie przed oficjalną premierą (25 grudnia 2010) dwa pierwsze odcinki czwartej serii wyciekły do Internetu. Pierwszy odcinek 4 serii w amerykańskiej stacji Showtime zaliczył do najlepszego startu w historii serialu. Oglądało go ponad 1,11 mln ludzi.
Stacja Showtime po rekordowym wyniku oglądalności pierwszego odcinka 4 serii zapowiedziała powstanie 5 serii. Pierwszy odcinek został wyemitowany 8 stycznia 2012, jednak wyciekł do Internetu już w grudniu 2011. 1 lutego 2012 telewizja Showtime ogłosiła zamiar nakręcenia 6 serii serialu. Premiera pierwszego odcinka odbyła się 13 stycznia 2013. 13 kwietnia 2014 r. ruszyła emisja 7 sezonu serialu, który jest ostatnim.

### Emisje na świecie
| Kraj            | Stacja TV                                                         | Premiera             |
| --------------- | ----------------------------------------------------------------- | -------------------- |
| USA             | Showtime                                                          | 13 sierpnia 2007     |
| Kanada          | TMN i Movie Central                                               | 13 sierpnia 2007     |
| Australia       | Network Ten                                                       | 27 sierpnia 2007     |
| Polska          | kolekcja nSeriale, Universal Channel, Comedy Central, TVN i TVN 7 | 1 października 2007  |
| Islandia        | Skjár 1                                                           | 7 października 2007  |
| Wielka Brytania | Channel Five i Five US                                            | 11 października 2007 |
| Argentyna       | Warner Channel                                                    | 5 listopada 2007     |
| Brazylia        | Warner Channel                                                    | 5 listopada 2007     |
| Polska          | HBO                                                               | 6 listopada 2007     |
| Hiszpania       | Fox i Cuatro                                                      | 7 stycznia 2008      |
| Belgia          | Be Séries                                                         | 4 marca 2008         |
| Włochy          | Jimmy i Italia 1                                                  | 6 marca 2008         |
| Francja         | M6                                                                | 14 marca 2008        |
| Niemcy          | AXN i RTL II                                                      | 14 maja 2008         |
| Azja            | FX                                                                | 3 listopada 2008     |
| Azja            | FX                                                                | ?                    |
| Turcja          | Comedymax                                                         |                      |
| Indie           | AXN                                                               |                      |

## Nagrody
Californication był wielokrotnie nominowany do nagród Emmy i Złotych Globów. W 2008 roku David Duchovny zdobył nagrodę Złotych Globów za Najlepszego aktora w serialu komediowym lub musicalu. Serial był również nominowany w Polsce do nagrody Telekamery 2010.

## Wydania DVD
Od czerwca 2008 roku, serial stopniowo ukazuje się na nośnikach DVD. W Polsce, swoją premierę w tej formie, miał w lipcu 2010 roku.
| Seria   | Liczba płyt | Data polskiej premiery |
| ------- | ----------- | ---------------------- |
| Sezon 1 | 3           | 27 lipca 2010          |
| Sezon 2 | 1           | 7 września 2010        |
| Sezon 3 | 3           | 7 grudnia 2010         |
| Sezon 4 | 3           | 28 września 2012       |
| Sezon 5 | 3           | 6 marca 2013           |
| Sezon 6 | 3           | 16 kwietnia 2014       |
| Sezon 7 | 3           | 7 października 2015    |